# L4 (siluro)
Il DTCN L4 è un siluro aria-superficie ASW "pesante" (in realtà tale solo come calibro), sviluppato dalla DTCN della marina francese, primo siluro costruito con standard compatibili NATO.
Esso ha un calibro di 533 mm, e ne esiste una versione per navi, con lunghezza di 3,3 m e un peso di 570 kg. L'autoguida è acustica attiva, con figura di ricerca circolare sul bersaglio. Più che di un siluro pesante, si tratta di un siluro "medio", e sebbene porti una potente testata come arma ASW, la combinazione velocità/corsa è solo dell'ordine del ben più piccolo Mk 44, per cui la marina francese ha preferito, almeno per gli elicotteri, adottare i siluri statunitensi, ben più leggeri. Il missile Malafon, che con i suoi 1300 kg pesa in tutto come un siluro pesante, ha un L4 come carico utile, e la cosa è spiegabile proprio per il suo peso ridotto.